# Суворов, Фёдор Матвеевич
 Фёдор Матвеевич Суворов  (26 сентября (8 октября) 1845, Пермская губерния — 2 (15) июля 1911, Санкт-Петербург) — русский математик, профессор, доктор математики.

## Биография
Родился в Кушвинском Гороблагодатском заводе Верхотурского уезда Пермской губернии. Первоначальное образование получил дома, под руководством отца — протоиерея местного собора, бывшего в молодости учителем математики, латинского и татарского языков в Пермской духовной семинарии. В 1858 году сдал испытание в Екатеринбургском духовном училище для поступления в духовную семинарию, но этим правом не воспользовался, а был принят по экзамену в том же году в 3-й класс Пермской гимназии, в которой он и окончил курс в 1863 году, с золотой медалью. В том же году поступил в Казанский университет, на математическое отделение физико-математического факультета.
По окончании в 1867 году университетского курса с степенью кандидата, Суворов оставлен по предложению профессора Янишевского, при университете для приготовления к испытанию на степень магистра чистой математики, с пособием, назначенным советом университета в размере 25 рублей в месяц из специальных средств университета, которое и получал в течение 15 месяцев. По окончании устного испытания на степень магистра, в феврале 1869 года был избран советом университета и 10 апреля утвержден хранителем музея при кабинете практической механики, с содержанием по 250 рублей в год. После защиты магистерской диссертации, 9 ноября 1871 года избран доцентом при кафедре чистой математики в Казанском университете, в каковой должности он и состоял до 4 октября 1884 года, когда при введении нового университетского устава, согласно высочайшему повелению, был назначен экстраординарным профессором по той же кафедре.
В конце 70-х и в начале 80-х годов на женских курсах, существовавших в Казани, он читал арифметику, геометрию, алгебру и тригонометрию с основаниями аналитической геометрии. Читал так же публичные курсы по арифметике от общества естествоиспытателей и от вспомогательного общества приказчиков в Казани. В конце 1884 года защитил диссертацию на степень доктора чистой математики и 16 ноября 1885 года назначен ординарным профессором по занимаемой им кафедре. С 28 декабря 1886 года — действительный статский советник.
Суворов был организатором празднования в 1893 году 100-летнего юбилея Н. И. Лобачевского и на торжественном заседании, посвящённом этому юбилею выступил с речью «Об основаниях геометрии Лобачевского». По выслуге 30 лет, в 1899 году продолжал занимать профессуру математики и в том же году, 2 октября, был назначен деканом физико-математического факультета . С 11 (23) декабря 1896 года Ф. М. Суворов состоял в звании заслуженного профессора.

## Семья
Был женат на Александре Николаевне Веселовой, выпускнице Казанского института благородных девиц. Дети: Мария (1881—1942).

## Труды
- Труды Четвертого Съезда русских естествоиспытателей в Казани, происходившего с 20-го по 30-е августа 1873 года : Вып. 1 1874
- Об изображении воображаемых точек и воображаемых прямых на плоскости и о построении кривых линий второй степени, определяемых помощью воображаемых точек и касательных / Соч. Ф. Суворова Казань : тип. Ун-та, 1884
- Об основаниях геометрии Лобачевского : Речь, произнес. на торжеств. собр. в Казан. ун-те 22 окт. 1893 г. в день празднования столетней годовщины дня рождения Н. И. Лобачевского орд. проф. математики Ф. М. Суворовым Казань : типо-лит. Ун-та, 1894
- Отзыв о сочинении Жерара под заглавием «Sur la géométrie non-euclidienne», представленном для соискания премии имени Лобачевского / [Ф. Суворов] Казань : типо-лит. Ун-та, 1898
- Аналитическая геометрия на плоскости : Лекции заслуж. орд. проф. Ф. М. Суворова : Казан. ун-т 1899 г. Казань : типо-лит. И. С. Перова, [1900]
- Аналитическая геометрия на плоскости и в пространстве : Курс лекций, чит. заслуж. проф. Ф. М. Суворовым, изд. Д. Андрущенко Казань, 1902 (обл. 1903)
- Аналитическая геометрия в пространстве : Курс лекций, чит. заслуж. проф. Ф. М. Суворовым, изд. Д. Андрущенко Казань, 1903
- Курс интегрального исчисления : Сост. по лекциям Ф. М. Суворова, заслуж. проф. Казан. ун-та. Ч. 1-3 Казань : изд. студентов, 1903.